# تشقال مصطفى
تشقال‌ مصطفی هي قرية في مقاطعة نقدة، إيران. يقدر عدد سكانها بـ 342 نسمة بحسب إحصاء 2016.